# Al Bayda' (plaats)
Al Bayda' is een stad in Jemen en is de hoofdplaats van het gouvernement Al Bayda'.
Bij de volkstelling van 2004 telde Al Bayda' 29.059 inwoners. Van 1636 tot 1930 was de stad the hoofdstad van het sultanaat Bayda.

## Foto's

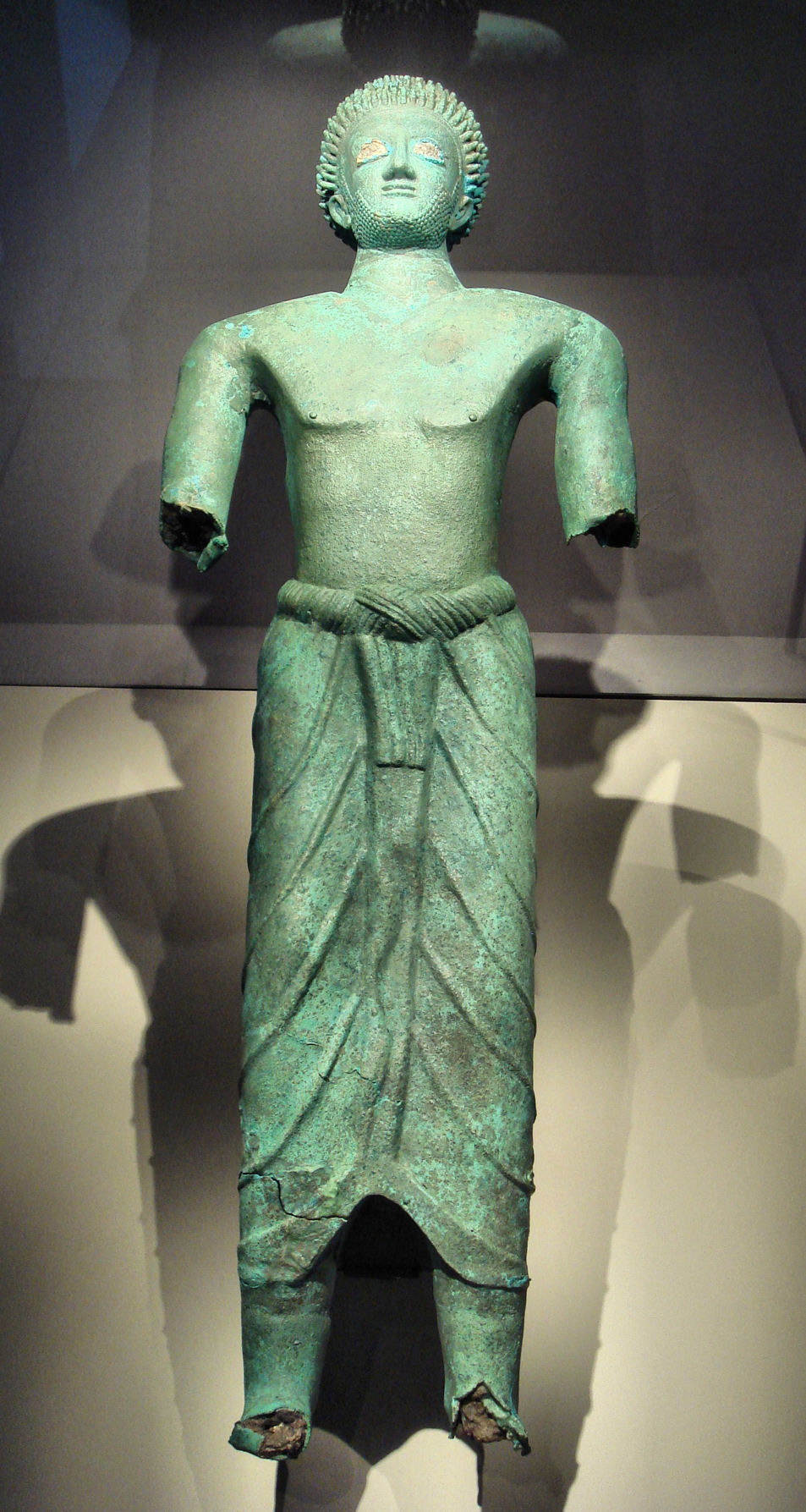
Bronzen man gevonden in de stad